# Paralaoma caputspinulae
Paralaoma caputspinulae är en snäckart som först beskrevs av Reeve 1851.  Paralaoma caputspinulae ingår i släktet Paralaoma och familjen punktsnäckor. Inga underarter finns listade i Catalogue of Life.